# جامعة الزهراء (قم)
جامعة الزهراء هي أكبر حوزة علمية للنساء المسلمات في العالم الإسلامي، وتقع في مدينة قم الإيرانية.
تبلغ مساحة جامعة الزهراء في قُم 25 هكتارًا، وتحتوي على بنية تحتية تمتد على 171,000 متر مربع، تستضيف نحو 13,000 طالبة من أكثر من 100 دولة. وتضم مدرسة الإمام الرضا التابعة للجامعة مساحة قدرها 29,000 متر مربع، وبها 210 قاعات دراسية مجهّزة بأحدث الوسائل التعليمية المتطورة.
أما معهد السيدة المعصومة للبحوث التابع للجامعة، فيغطي مساحة قدرها 5,261 مترًا مربعًا، ويضم خمسة فرق بحثية وأكثر من خمسين باحثة معتمدة. وتحتوي مكتبة السيدة المعصومة على 85,000 مجلد، وقاعة مطالعة تتسع لـ1,500 شخص.
كلية هدى غير الربحية للدراسات الإسلامية واللاهوت تضم عشرة برامج دراسية على مستوى البكالوريوس والدراسات العليا، وتستقبل 330 طالبة من إيران ومن عشرين دولة حول العالم. ويضم مجمّع هدى التعليمي غير الربحي خمس مدارس تشمل مراحل: ما قبل المدرسة، والابتدائية، والمتوسطة بنوعيها (الأولى والثانية)، بالإضافة إلى خمس مراحل في التعليم الإسلامي الثانوي، وتبلغ طاقته الاستيعابية 2,000 طالبة.
وتقع روضة "شكوُفه" على مساحة 3,000 متر مربع، وتضم أربعين فصلًا دراسيًا بطاقة استيعابية تصل إلى 1,000 طفل من جنسيات مختلفة. كما يوجد مجمّع "شهيدة فهميه سياري" الرياضي، الذي يتمتع بقدرات متنوعة لخدمة عموم المواطنين في قُم.
أما قاعة الصحوة الإسلامية، فهي تمتد على مساحة 3,110 أمتار مربعة وتتّسع لـ1,400 شخص، مما يجعلها أكبر قاعة مؤتمرات في محافظة قُم. ويضم سكن الطالبات "حضرت خديجة" مساحة قدرها 17,100 متر مربع بطاقة استيعابية تبلغ 1,500 طالبة.
ومن اللافت أن الجامعة تملك محطة نقل مستقلة بمساحة 10,500 متر مربع، تتّسع لـ80 حافلة وتنقل نحو 7,000 شخص يوميًا. وتشمل مرافق الجامعة كذلك: منشورات ودور نشر، مركز استشارات، استوديو، خمس قاعات محاضرات (أمفيثياتر)، ومرافق صحية متخصصة تشمل طبيبًا وممرضة، وسيارة إسعاف حاضرة على مدار الساعة طوال الأسبوع دون عطلات، إضافة إلى فرع مصرفي، وقنصلية لخدمة الطالبات الأجنبيات دون الحاجة للذهاب إلى السفارة في طهران، ومركز بريد ومتاجر حقيقية وافتراضية.
ويُعدّ هذا غيضًا من فيض من منشآت جامعة الزهراء. ففي قسم الحوزة، تضم المؤسسة سبع حوزات علمية، ومدرسة لتعليم اللغة الفارسية للأجانب تُعد من المدارس الرسمية المعتمدة من وزارة العلوم، ووحدتين للتعليم غير الحضوري والافتراضي، وستة مراكز متخصصة، تحتضن حاليًا 15,000 طالبة من جنسيات مختلفة تمثّل أكثر من 100 دولة. ولهذا السبب تُعد هذه المؤسسة أكبر حوزة علمية نسائية في العالم الإسلامي، بل وربما في العالم كلّه [بحاجة إلى مصدر].
يُقتصر التعليم في هذه الحوزة على الطالبات، سواء من الإيرانيات أو من الجنسيات الأجنبية، وتُقدَّم الدراسة بشكل حضوري، مع توفّر خيار التعليم عن بُعد. وإذا كانت الطالبة غير متزوجة، يمكنها الإقامة في سكن الطالبات التابع لجامعة الزهراء، أما المتزوجات فيُقِمن في منازلهن للآن حيث لا زالت تُبنى منازل الأزواج.
تأسست جامعة الزهراء عام 1984 م بهدف توحيد العديد من المعاهد الدينية النسائية في قم، بما في ذلك مكتب علي، ومكتب التوحيد (الجناح النسائي للحوزة الدينية الحقاني)، ودار الزهراء (الجناح النسائي لدار التبليغ التابعة لآية الله العظمى شريعتمداري) ، والتي اُفتتحَت جميعها في سبعينيات القرن العشرين.
منذ تأسيسها وحتى اليوم، تخرّج منها 64,000 طالبة، ويبلغ عدد الطالبات اللواتي يدرسن فيها حاليًا نحو 25,000 طالبة من أكثر من 100 دولة. وتلتحق العديد من النساء المتديّنات اليوم بجامعة الزهراء، لأن "مستوى المنافسة للالتحاق بهذه المدارس الدينية أقل من مثيله في الجامعات، حيث يتعيّن على الطالبات اجتياز حاجز الامتحان الوطني (الكونكور) لدخولها".
ومن بين مدرسي جامعة الزهراء رحيم رؤوف، وفريبا الإسفند، وفريدة مصطفوي (ابنة الخميني).
تأسّست حوزة شقيقة في لكناو، في الهند، خلال القرن العشرين. وهي أكبر حوزة للطالبات الشيعيات في الهند.

## روابط خارجية
- الموقع الرسمي